# S. L. Loney
Sydney Luxton Loney, (16 de marzo de 1860 - 16 de mayo de 1939) fue profesor de matemáticas en el Royal Holloway College, Egham, Surrey, y miembro del Sidney Sussex College, Cambridge. Es autor de varios textos matemáticos, algunos de los cuales han sido reimpresos en numerosas ocasiones. Es conocido como una influencia temprana en Srinivasa Ramanujan.
Loney se educó en la Maidstone Grammar School, en Tonbridge y en el Sidney Sussex College, Cambridge, donde se graduó con un BA como tercer Wrangler en 1882.